# Anita (Argenta)
Anita è una frazione del comune di Argenta, in provincia di Ferrara.

## Geografia fisica
Anita si trova nell'estremità più orientale del comune di Argenta, vicina al fiume Reno, ad alcuni chilometri dalle Valli di Comacchio.

## Origini del nome
Il borgo deve il nome ad Anita Garibaldi, deceduta nelle vicinanze (nel podere Guiccioli a Mandriole).

## Storia
La frazione venne fondata come "villaggio rurale", inaugurato il 20 dicembre 1939 con la presenza di alti gerarchi del fascismo. La fondazione era stata preceduta da una serie di bonifiche della zona a partire dal 1921 che avevano portato all'appoderamento del terreno e alla conseguente necessità di un centro abitato. Il centro è stato coinvolto nella seconda guerra mondiale, sia materialmente che con fatti d'arme. Nel dopoguerra ha conosciuto un certo sviluppo demografico per poi declinare a partire dagli anni '60.

## Monumenti e luoghi d'interesse
Risalgono all'epoca della fondazione (anno 1939 e seguenti) la costruzione della chiesa, della scuola e della casa littoria; tutti edifici di ispirazione razionalista